# اتاقک خلبان (فیلم)
«اتاقک خلبان» (انگلیسی: Cockpit (film)) فیلمی در ژانر کمدی است که در سال ۲۰۱۲ منتشر شد.